# Mine d'Orapa
La mine d'Orapa, située au Botswana, est la plus grande mine à ciel ouvert de diamants au monde. Sa production a débuté en 1971.
Elle est détenue par Debswana, une entreprise créée par un partenariat entre De Beers et le gouvernement du Botswana.

## Histoire
En tswana, Orapa signifie le lieu de repos des lions.
En 1967, une équipe de géologues découvrent la mine d'Orapa.
En 1971, l'exploitation de la mine a commencé.
La mine est devenue complètement opérationnelle lorsqu'elle fut inaugurée en 1982 par le président Ketumile Masire.
En 2000, des travaux d'augmentation de 25 % de la capacité de production sont lancés.
En 2006, la mine produit 17 millions de carat.

## Exploitation
La mine est exploitée sur une surface de 100 hectares, et à une profondeur égalant les 165 mètres. 20 millions de tonnes de minerai diamantifère sont extraits chaque année. La mine a produit 17 millions de carat en 2006, soit 10 % de la production mondiale.